# Ignacio Carrasco de Paula
Ignacio Carrasco de Paula (* 25. Oktober 1937 in Barcelona, Spanien) ist ein römisch-katholischer Priester der Personalprälatur Opus Dei und emeritierter Kurienbischof. Von 1984 bis 1994 war er Rektor der Päpstlichen Universität Santa Croce in Rom, von 2010 bis 2016 Präsident der Päpstlichen Akademie für das Leben.

## Leben
Ignacio Carrasco de Paula wurde 1962 sowohl in Philosophie und als auch in Medizin mit Schwerpunkt Chirurgie promoviert. Er empfing am 8. August 1966 in Rom die Priesterweihe.
Von 1984 bis 1994 war Carrasco Rektor der Päpstlichen Universität Santa Croce in Rom und von 1994 bis 2002 Dekan der Fakultät für Moraltheologie. Von 2002 bis 2009 war er Professor für Bioethik an der Medizinischen Fakultät der Università Cattolica del Sacro Cuore UCSC in Rom und dort Direktor des Instituts für Bioethik. Carrasco war Berater des Päpstlichen Familienrates sowie des Rates für die Gesundheitspastoral und von 1984 bis 1994 Mitglied der Ethikkommission für klinische Studien am römischen Hospital Ospedale pediatrico Bambino Gesù. Carrasco veröffentlichte zahlreiche Artikel über den Umfang der Bioethik, medizinische Ethik und Rechtsmedizin.
2005 wurde er durch Papst Johannes Paul II. zum Kanzler des Päpstlichen Akademie für das Leben (Pro Vita) berufen. Ignacio Carrasco de Paula wurde am 30. Juni 2010 von Papst Benedikt XVI. zum Präsidenten der Päpstlichen Akademie für das Leben und am 15. September 2010 zum Titularbischof von Thapsus ernannt. Die Bischofsweihe spendete ihm am 9. Oktober 2010 Kardinalstaatssekretär Tarcisio Bertone SDB im Petersdom; Mitkonsekratoren waren der Kardinalvikar für das Bistum Rom, Agostino Vallini, und der Kardinalpräfekt der Kongregation für die Institute geweihten Lebens und für die Gesellschaften apostolischen Lebens, Franc Rodé CM.
Mit der Ernennung Vincenzo Paglias zum Präsidenten der Päpstlichen Akademie für das Leben am 15. August 2016 endete seine Amtszeit.
Ignacio Carrasco de Paula gehört der Prälatur vom Heiligen Kreuz und Opus Dei an.

## Wirken
Carrasco gab bekannt, im Jahr 2011 ein umfassendes wissenschaftliches Dokument über die Auswirkungen von Schwangerschaftsabbrüchen auf die psychische und emotionale Gesundheit von Frauen herauszugeben.
Im Oktober 2010 kritisierte Ignacio Carrasco de Paula zwar die Vergabe des Nobelpreises für Medizin an den britischen Forscher Robert Edwards, anerkannte aber auch die Fortschritte in der Reproduktionsmedizin.

## Schriften
- Ignacio Carrasco de Paula, Paloma Chorro Vizcaíno: Identidad y estatuto del embrión humano, Ediciones Internacionales Universitarias 2000, ISBN 978-84-8469-002-3
- Ignacio Carrasco de Paula: Bioetica. Morale della vita e integrità della persona umana nella prospettiva cattolica, Edusc 2001, ISBN 978-88-8333-005-6
- Ignacio Carrasco de Paula: Questioni di bioetica, Edusc 2001, ISBN 978-88-8333-004-9